# Muhammad Asif Mohseni
Mohammad Asef Mohseni (persisch محمد آصف محسنی, DMG Muḥammad Āṣaf Muḥsinī; geb. 26. April 1935 in Qandahar, Afghanistan; gest. 5. August 2019 in Kabul) war ein afghanischer schiitischer Gelehrter und Großajatollah aus der Volksgruppe der Kizilbasch. Er war ein Verfechter der Annäherung zwischen den islamischen Lehrrichtungen, Vorsitzender des Rates der schiitischen Gelehrten in Afghanistan und Gründer des Islamischen Seminars an der privaten Chātam-an-Nabīyīn-Universität in Kabul. Außerdem war er Mitglied des Höheren Rates der Ahl al-bait-Weltversammlung, ehemaliger Anführer der Islamischen Bewegung von Afghanistans und Gründer des religiösen Fernsehsenders Tamadon TV.

## Leben

### Herkunft und Jugend
Mohammad Asef Mohseni wurde als Sohn von Mohammad Mirza Mohseni und Enkel von Mohammad Mohseni geboren. Mohsenis Vater arbeitete für die Regierung, ebenso wie sein Großvater väterlicherseits. Seine Großmutter väterlicherseits spielte eine große Rolle in seiner Entwicklung. Sie war Analphabetin, aber betete viel und legte Mohseni nahe, die islamischen Wissenschaften zu studieren. Als Mohseni zehn Jahre alt war, brachte ihm sein Vater ihm Lesen und Schreiben bei. Dieser hielt nichts von staatlichen Schulen und war der Überzeugung, dass diese die Moral der Kinder ruinieren und ihnen nichts beibringen würden. Im Alter von vierzehn Jahren zog Mohseni mit seiner Familie nach Pakistan, wo er in Quetta Urdu lernte. Nach seiner Rückkehr nach Afghanistan arbeitete er in einem Elektrizitätsunternehmen und begann 1951 in der Handelskammer von Kandahar zu arbeiten. Jedoch lag ihm diese Arbeit nicht, wie er später in einem Interview berichtete.

### Studium
Mohseni studierte sechs Monate die Grundlagen des Islam in Kandahar und ging dann in ein Dorf in Jaghori in der Provinz Ghazni, wo er sich acht Monate lang mit der Hidāya (von al-Marghīnānī?), Büchern as-Suyūtīs, der Ḥāšiya von Mullā ʿAbdallāh zur Logik und den schiitischen Fiqh-Handbüchern Maʿālim ad-dīn von Hasan ibn Zain ad-Dīn al-ʿĀmilī (gest. 1602) sowie al-Lumʿa ad-Dimašqīya von Muhammad ibn Makkī al-ʿĀmilī (gest. 1384) beschäftigte. Nach seinem Studium in Jaghori versuchte Mohseni zum Studium in den Iran zu gelangen. Aufgrund des damaligen Widerstands der Regierung, welche Bürger des Landes daran hinderte, ins Ausland zu reisen, fälschte Mohseni seinen Pass und versuchte damit, eine Aufenthaltserlaubnis für den Iran zu erhalten. Doch sein Plan ging nicht auf und er ging stattdessen nach Nadschaf im Irak. Im Juli 1953 reiste er dorthin, wo er vier Jahre studierte.
Neben Religion interessierte sich Mohseni außerdem für Philosophie. Doch da Philosophie in Nadschaf verpönt war, beschäftigte er sich selbstständig mit ihr. Er schrieb Kommentare zu der Bekenntnisschrift al-Bāb al-ḥādī ʿašar von al-ʿAllāma al-Hillī (gest. 1325) und studierte al-Ḥikma al-mutaʿāliya fī l-asfār al-ʿaqlīya al-arbaʿa von Sadr ad-Dīn Schīrāzī und andere Werke der Illuminationsphilosophie. Außerdem debattierte häufig mit anderen schiitischen Gelehrten aus Afghanistan wie Scheich Qurbānʿalī Muhaqqiq Kābulī (gest. 2019), Ismāʿīl Muhaqqiq, der später nach Maschhad ging, und Mūsā ʿĀlamī Bāmiyānī. Mohseni sprach fließend Persisch, Arabisch, Urdu und Paschtu.

### Rückkehr nach Kandahar
Mit der Idschāza von Muhsin al-Hakīm, dem führenden Geistlichen der Hauza von Nadschaf, kehrte Mohseni 1970 oder 1971 zur Eheschließung nach Kandahar zurück. Seine Verwandtschaft drängte ihn dazu, die Tochter seiner Tante väterlicherseits zu heiraten. Unmittelbar nach der Eheschließung wollte er nach Nadschaf zurückkehren. Aufgrund von Auseinandersetzungen mit der Regierung über das Ablegen des Hidschab in Kandahar – zu jener Zeit herrschte noch König Mohammed Zahir Schah und Mohammed Daoud Khan war sein Ministerpräsident – übte die Regierung jedoch Druck auf die Geistlichen aus, und Mohseni erhielt keinen Pass, so dass er anstatt der geplanten zwei Monate zwei Jahre in Kandahar bleiben musste. In dieser Zeit gründete er die große Hoseiniye von Kandahar.
Nach dem Staatsstreich am 27. April 1978, als die Demokratische Volkspartei Afghanistans die Macht übernahm, verließ Mohammad Asef Mohseni Afghanistan. Er reiste zuerst nach Saudi-Arabien, um dort die islamische Pilgerfahrt Haddsch durchzuführen. Anschließend ging er nach Syrien und lehrte einige Monate islamische Wissenschaften in Damaskus.

## Religiöse und Politische Aktivitäten

### Subh-i-Dānisch-Bewegung
In den 1960er Jahren gründete Mohseni die Bewegung Subh-i Dānisch („Morgenröte des Wissens“). Zusammen mit einer Gruppe von weiteren afghanischen Intellektuellen und Schriftstellern rief er die Bewegung ins Leben, um sich für die Förderung von Bildung, Aufklärung und kritischem Denken in Afghanistan einzusetzen. Neben den Bereichen Literatur, Kunst und Philosophie konzentrierte sich die Bewegung auch auf Wissenschaft und veröffentlichte zahlreiche Bücher, Zeitschriften und andere Publikationen, um das Wissen und die Ideen der afghanischen Intellektuellen zu verbreiten. Darüber hinaus wurden Bildungsprogramme und Initiativen ins Leben gerufen, um die Bildungschancen für Kinder und Erwachsene in Afghanistan zu verbessern. Die Subh-i-Dānisch-Bewegung hat außerdem eine wichtige Rolle in der Förderung der Gleichberechtigung der Geschlechter gespielt. Sie hat sich für die Stärkung der Rechte von Frauen und Mädchen eingesetzt und Bildungsprogramme entwickelt, um ihre Teilnahme am öffentlichen Leben zu fördern.

### Islamische Bewegung Afghanistans
Im Jahr 1978 gründete Mohseni die „Islamische Bewegung Afghanistans“ (Ḥarakat-i Islāmī-yi Afġānistān), eine schiitische Mudschāhidīn-Gruppe, um gegen das pro-sowjetische Regime, das nach der Saurrevolution an die Macht gekommen war, zu kämpfen. Die Organisation wurde ursprünglich von Iran unterstützt und rekrutierte ihre Kämpfer vor allem aus der Hazara-Bevölkerung sowie anderen schiitischen Bevölkerungsteilen Afghanistans. Muhsinī führte diese Partei bis 2005 an.

### Fernsehsender Tamadon TV

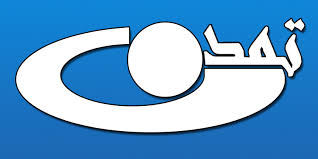
Logo des Fernsehsenders Tamadon TV

Asef Mohseni gründete im Jahr 2007 den Fernsehsender Tamadon TV (Tamadon = „Zivilisation“), wobei er 1 Million US-Dollar in dessen Aufbau investierte. Der Sender ist überwiegend im Besitz von Angehörigen der ethnischen Minderheit der Hazara und wird von diesen betrieben.
Inhaltlich wird dabei über politische und aktuelle Themen berichtet, mit der auch die schiitische Minderheit in Afghanistan angesprochen werden soll. Der Sender unterhält enge Verbindungen zur iranischen Regierung und sendet sowohl in Dari, als auch in Paschtu, den beiden am weitesten verbreiteten Sprachen in Afghanistan, um sicherzustellen, dass die Inhalte für ein breites Publikum zugänglich sind.
Mohseni gründete den TV-Sender in der Absicht, religiöse Überzeugungen an die Bevölkerungen weiterzugeben, weshalb er umfangreiche finanzielle Unterstützung von Geschäftsleuten und religiösen Kreisen im Iran erhielt.

### Khatam-al-Nabieen-Universität
Im Jahre 2007 gründete Mohseni in Kabul die private Khatam-al-Nabieen-Universität (KNU), die nach Erhalt einer Lizenz vom Afghanischen Ministerium für Hochschulwesen am 18. Januar 2008 ihren Betrieb aufnahm. Im Jahr 2009 übergab Mohseni die Leitung der Universität an Haj Mohammad Javad Mohseni und Seyyed Abdul Qayyum Sajjadi. Die Hochschule besitzt sechs Fakultäten. Neben Wirtschaftswissenschaft, Sozialwissenschaften, Informatik, Ingenieurwissenschaften, Medizintechnik, Hebammenwissenschaft und Rechtswissenschaft wird auch Zahnmedizin und Politikwissenschaft gelehrt. Außerdem werden die Masterstudiengänge Internationale Beziehungen, Internationales Recht und Strafrecht angeboten. An der Universität studieren nach eigenen Angaben mehr als 6.000 Studierende.

### Ausarbeitung des Schiitischen Personenstandsgesetzes 2009
In den Jahren 2004 bis 2007 arbeitete Mohseni zusammen mit einem Rat von schiitischen Gelehrten ein neues Personenstandsgesetz für die schiitische Minderheit in Afghanistan aus. Das Gesetz, das schiitischen Männern in Afghanistan weitreichende Macht über ihre Ehefrauen verleihen sollte, wurde im März 2009 vom Parlament verabschiedet und von Präsident Hamid Karzai unterschrieben. Gerüchten zufolge hatten Karzai und Mohseni vorher einen Deal abgeschlossen, wonach Mohseni bei den Präsidentschaftswahlen 2009 Karzai die schiitischen Stimmen „liefern“ würde, im Gegenzug für Karzais Unterstützung des Gesetzes.
Der Vorgang löste internationale Empörung aus und wurde von führenden Politikern der Welt, unter anderem dem damaligen US-Präsident Barack Obama, stark kritisiert. Dieser bezeichnet das Gesetz als „verabscheuungswürdig“. Am 15. April 2009 protestierten 50 afghanische weibliche Abgeordnete und Menschenrechtsaktivistinnen vor Mohsenis Universität gegen das Gesetz. Sie wurden von einer Menge von 500 schiitischen Männern und Frauen weggejagt, die das Gesetz unterstützten. Das Gesetz wurde schließlich Ende Juli 2009 in leicht modifizierter Form von Hamid Karzai in Kraft gesetzt.

## Tod und Nachkommen
Mohammad Asef Mohseni starb am 5. August 2019 in Folge einer Krankheit in Kabul. Er wurde am 6. August 2019 auf dem Hof der von ihm gegründeten Hochschule in Kabul beigesetzt. Mit seiner Frau hatte er drei Söhne: ʿAbdallāh, Hafīz und Habīb.

## Werke
Nach eigenen Angaben schrieb Muhammad Asif Mohseni 100 Bücher, von denen 65 veröffentlicht wurden. Aufgrund der Begutachtung dieser Arbeiten verlieh die Afghanische Akademie der Wissenschaften Mohseni die Akademikermedaille, die höchste Gelehrtenmedaille Afghanistans.
Seine Werke wurden auf Persisch und Arabisch verfasst und umfassen eine Vielzahl von Themen, darunter Hadithwissenschaft, Rechtswissenschaft, Glauben und Politik. Hierzu gehören:
- Masāʾil-i Kābul. Ǧawāb-i yakṣad suʾāl-i dīnī, maḏhabī, iǧtimaʿī wa-siyāsī („Kabuler Fragen, Antworten auf hundert religiöse, soziale und politische Fragen“) 2. Aufl. 1375hš
- Taṣwīrī az ḥukūmat-i islāmī dar Afġānistān, našr-i ḥarakat-i islāmī-yi Afġānistān („Ein Bild der islamischen Regierung in Afghanistan, veröffentlicht von der Islamischen Bewegung Afghanistans“) Ṯawr 1371hš
- Tauḥīd-i Islāmī wa-naẓarī bar Wahhābīyat („Der islamische Tauhīd und eine Sicht auf den Wahhabismus“)
- Dīn wa-zindagānī („Religion und Leben“) Kabul 1385hš
- ʿAqāʾid-i Islām az naẓar-i ʿilm wa-falsafa („Die Glaubenslehren des Islams aus der Perspektive der Wissenschaft und Philosophie“) 4. Auflage, herausgegeben von dem Kulturverein der Islamischen Bewegung Afghanistans
- Fawāʾid-i dīn dar zindagānī („Die Vorteile der Religion im Leben“), 2. Auflage, Kabul 1385hš
- Waẓīfa-yi ʿulamā-yi dīnī mā („Die Pflicht unserer Religionsgelehrten“), unter Beigabe einer Abhandlung über die soziale Beziehungen im Islam, Kabul 1381hš[18]